# Ecatepec (estación)
Ecatepec es una de las estaciones que forman parte del Metro de Ciudad de México, perteneciente a la Línea B. Se ubica en el noreste del Estado de México, en el municipio de Ecatepec de Morelos. 

## Información general
El nombre proviene del municipio donde se encuentra localizada.  La iconografía corresponde al glifo prehispánico que identifica al municipio, es decir, el topónimo Ecatepec significa «en el cerro del viento», ya que es la cabeza del dios azteca Ehécatl-Quetzalcóatl (‘Viento’) y la parte de abajo es el jeroglífico azteca que representaba a un cerro.
El nombre original de la estación fue «Tecnológico» y el icono que la distinguía era el emblema del Tecnológico de Estudios Superiores de Ecatepec, cuyas instalaciones se encuentran en las proximidades.  El 23 de julio de 2008, Francisco Bojórquez Hernández, director del Sistema de Transporte Colectivo-Metro, y José Luis Gutiérrez Cureño, presidente municipal de Ecatepec, establecieron mediante un acuerdo una serie de acciones para mejorar la seguridad, calidad y eficacia del servicio.  Como parte del acuerdo se estableció cambiar el nombre e iconografía de la estación a partir del 25 de agosto de 2008.
Durante la liberación en formato PDF del manual de identidad de la Movilidad Integrada del Valle de México en marzo de 2022, se ha vuelto a ver el antiguo ícono de la estación Tecnológico con el cual se le conoció a esta estación durante 8 años (2000-2008) en el listado oficial de los pictogramas que conforman la Línea B del Metro, con lo cual se ha empezado a rumorear un posible cambio, regreso o fusión de nombre, entre su nombre original, Tecnológico, y su nombre actual, Ecatepec.  Hasta el momento no se ha confirmado nada al respecto.

## Afluencia
En su correspondencia con la línea B el número total de usuarios, en esta estación, para el 2014 fue de 9,154,213 usuarios, el número de usuarios promedio para el mismo año fue el siguiente:
| Tipo de día   | Afluencia promedio |
| ------------- | ------------------ |
| Día festivo   | 15,969             |
| Día laboral   | 28,047             |
| Fin de semana | 18,680             |
| Anual         | 25,080             |

Así se ha visto la afluencia de la estación en los últimos 10 años:
| Afluencia Anual de Pasajeros | Afluencia Anual de Pasajeros | Afluencia Anual de Pasajeros | Afluencia Anual de Pasajeros | Afluencia Anual de Pasajeros | Afluencia Anual de Pasajeros |
| ---------------------------- | ---------------------------- | ---------------------------- | ---------------------------- | ---------------------------- | ---------------------------- |
| Año                          | Afluencia                    | A Diario                     | Ranking                      | Aumento%                     | Ref.                         |
| 2023                         | 7,760,621                    | 21,261                       | 47°/195                      | +6.25%                       | [ 5 ]                        |
| 2022                         | 7,303,818                    | 20,010                       | 44°/195                      | +50.48%                      | [ 5 ]                        |
| 2021                         | 4,853,732                    | 13,297                       | 54°/195                      | +7.70%                       | [ 6 ]                        |
| 2020                         | 4,506,517                    | 12,312                       | 75°/195                      | -53.73%                      | [ 7 ]                        |
| 2019                         | 9,740,169                    | 26,685                       | 53°/195                      | -1.89%                       | [ 8 ]                        |
| 2018                         | 9,927,920                    | 27,199                       | 51°/195                      | +3.06%                       | [ 9 ]                        |
| 2017                         | 9,633,286                    | 26,392                       | 50°/195                      | -7.37%                       | [ 10 ]                       |
| 2016                         | 10,399,823                   | 28,414                       | 48°/195                      | -0.02%                       | [ 11 ]                       |
| 2015                         | 10,401,816                   | 28,498                       | 49°/195                      | +2.60%                       | [ 12 ]                       |
| 2014                         | 10,138,694                   | 27,777                       | 50°/195                      | -3.02%                       | [ 13 ]                       |

## Salidas de la estación
- Norte: Avenida Central y Av. Ignacio Pichardo Pagaza Colonia U. H. La Alborada y Valle de Anáhuac sección B (Fuentes de Aragón).
- Sur: Avenida Central y Calle Sor Juana Inés de la Cruz Colonia Valle de Anáhuac sección A.

## Sitios de interés
- Universidad Estatal del Valle de Ecatepec (UNEVE)
- Tecnológico de Estudios Superiores de Ecatepec
- Universidad Pedagógica Nacional de México Unidad 153 Ecatepec